# Gaćani
Gaćani su naseljeno mjesto u sastavu općine Prijedor, Republika Srpska, BiH.

## Stanovništvo
| Gaćani             |              |
| godina popisa      | 1991.        |
| Srbi               | 372 (95,14%) |
| Hrvati             | 2 (0,51%)    |
| Muslimani          | 0            |
| Jugoslaveni        | 8 (2,05%)    |
| ostali i nepoznato | 9 (2,30%)    |
| ukupno             | 391          |